# Maria Haraldsdatter
Maria (* ca. 1045 in Norwegen; † 25. September 1066 auf Orkney) war eine Tochter des norwegischen Königs Harald III. (1015–1066) und seiner nach der römischen Kirche verheirateten Gemahlin Elisabeth von Kiew, Tochter des Großfürsten von Kiew, Joraslow der Weise und seiner Ehefrau Ingegerd. Maria war die ältere Schwester von Ingegerd von Norwegen. Sie begleitete im Jahr 1066 gemeinsam mit ihrer Mutter Elisabeth von Kiew und ihrer Schwester Ingegerd ihren Vater Harald, als er England erobern wollte. Maria wurde mit ihrer Mutter und Schwester auf Orkney zurückgelassen, auf welchen Harald Verstärkung sammelte, bevor er weiter nach York zog, um dies einzunehmen. Bei der Schlacht von Stamford Bridge, bei welcher Harald starb, versprach er Maria die Heirat mit Eystein Orre, welcher auch bei der Schlacht fiel. Als Haralds Sohn Olav III. (Norwegen), welcher von seiner zweiten Ehefrau Tora Torbergsdatter stammte, und der Rest der Flotte in Norwegen ankamen, stellte sich heraus, dass Maria am selben Tag wie ihr Vater Harald plötzlich verstorben war. Ihre Todesursache ist unbekannt.